# Park Narodowy Zachodniego Atlasu Wysokiego
Park Narodowy Zachodniego Atlasu Wysokiego (fr. Parc National du Haut Atlas Oriental, arab. المنتزه الوطني الأطلس الكبير الشرقي, Al-Muntazah al-Watani li-l-Atlas al-Kabir asz-Szarki) – park narodowy w Maroku, we wschodniej części Atlasu Wysokiego. 

## Opis
Założony w 2004 roku Park Narodowy Zachodniego Atlasu Wysokiego obejmuje ochroną wschodnią część Atlasu Wysokiego z jeziorami Isli i Tislit na zachodzie, górzystym obszarem w części środkowej i grzbietem Dżabal Aberdouz na wschodzie. Jego powierzchnia wynosi 490 km². 
Jeziora Isli i Tislit na terenie parku są wpisane na listę konwencji ramsarskiej

## Flora i fauna
Park porastają lasy cedrowe i dębowe oraz jałowce. Charakterystyczne gatunki drzew to cedr atlaski, dąb ostrolistny, sosna nadmorska, jałowiec kolczasty i jałowiec fenicki.
Występują tu m.in. arui grzywiasta, gazela berberyjska, makak berberyjski i lampart plamisty. Żyje tu 120 gatunków ptaków, w tym 20 ptaków wodnych.  